# 平成天才バカボン すすめ!バカボンズ
『平成天才バカボン すすめ!バカボンズ』は、1995年に発売されたセガサターン専用ゲームソフト。開発はゼネラル・エンタテイメント。 

## 概要
パズルゲーム。随所に挿入される赤塚不二夫のスラップスティックな世界観を再現したアニメーションなどが特徴であり、『天才バカボン』の登場人物の他、アニメ未登場のキャラクター（カメラ小僧、ノラウマ、竜之進など）も登場する。キャストやスタッフは『平成天才バカボン』を踏襲したものとなっている（今作のみ登場の竜之進は石田彰が担当した）。

## ストーリー
ママの掃除機の中に吸い込まれてしまったパパが元の世界に戻るため奮闘する。

## キャスト
- バカボンのパパ - 富田耕生
- バカボン - 林原めぐみ
- バカボンのママ - 増山江威子
- 本官さん、レレレのおじさん - 千葉繁
- ウナギイヌ - 田原アルノ
- 竜之進 - 石田彰
- 鈴木勝美
- 松本梨香

ハジメは登場しているがセリフはない。